# Jónína Leósdóttir
En aquest nom islandès, el darrer nom és un patronímic, no pas un cognom. La manera de referir-se a aquesta persona és pel nom de pila.
Jónína Leósdóttir   (Reykjavík, 16 de maig de 1954) és periodista i dramaturga.

## Biografia
És llicenciada en anglès i literatura per la Universitat d'Islàndia, i ha treballat en la Universitat d'Essex. És autora d'una dotzena d'obres de teatre, onze novel·les, dues biografies i una col·lecció d'articles que escrigué per a una revista femenina. La seua obra s'han traduït a diferents idiomes. Publica Sundur og saman (D'anada i tornada) el 1993, i tracta sobre una xiqueta de pares divorciats. També ha escrit un llibre sobre la seua relació amb l'exprimera ministra.

### Vida personal
Leósdóttir està casada amb l'exprimera ministra islandesa, Jóhanna Sigurðardóttir, que fou la primera cap de govern obertament lesbiana de la història moderna. Fou una de les primeres parelles del mateix sexe d'Islàndia a casar-se (el 2010, poc després que la llei entràs en vigor, i mentre Jóhanna estava en el càrrec). I, fins a 2015, Jónína fou l'única persona que havia estat cònjuge del mateix sexe d'un cap de govern en funcions (el belga Elio Di Rupo mai ha estat casat, mentre que el luxemburguès Xavier Bettel no pogué casar-se fins a l'1 de gener de 2015). La parella es conegué al 1983.